# 重要業績評価指標
重要業績評価指標（じゅうようぎょうせきひょうかしひょう、英: key performance indicators, KPI）は、組織の目標達成の度合いを定義する補助となる計量基準群である。KPI はビジネスインテリジェンスにおいて、現在のビジネスの状態を示すものとして使われ、今後の対応策でどうなるかを予測するのに使われる。KPI をリアルタイムで監視することを BAM（ビジネスアクティビティ・モニタリング）と言う。KPI は、リーダーシップ育成、雇用、サービス、顧客満足といった定量的計測が難しいものを定量化する場合に使われることが多い。KPI は（例えば、バランスト・スコアカードのような技法を通して）一般に組織の経営戦略と関連している。
実際の KPI は、その組織の特性や戦略によって異なる。組織の目標達成度合いを測る補助となるもので、特に成果を定量化しづらい知識ベースのプロセスに関するものが多い。
KPI は、組織の方向性、ベンチマーク、目標、時系列などの測定対象の重要な一部である。例えば、「顧客毎の平均収入の増加を2008年末までに10ポンドから15ポンドにする」と言った場合、「顧客毎の平均収入」が KPI である。KPI は、主要成功要因（KSF）とは異なる。例えば上記の例では、「顧客毎の平均収入」を増やすという目標を達成するためになすべきこと（例えば、新製品投入）が KSF になる。

## 指標の特定
業績評価指標は、ビジネスの種類や目的によって異なる。学校では、学生の落第率を KPI とするかもしれない。ビジネスでは、KPI として「再来顧客からの収入の割合」が使われるかもしれない。
組織は少なくとも KPI を特定しておかなければならない。KPI 特定に関わる環境として以下の点が上げられる。
- 事前定義されたビジネスプロセスがあるか。
- ビジネスプロセスに対して明確な目標が決まっているか。
- 結果を測定して目標と定量的/定性的に比較できる方法があるか。
- 差異を調査し、目標達成のためにプロセスやリソースを調整できるか。

KPI 特定にあたって、SMART という頭字語がよく使われる。KPI には以下の要素が必要とされる。
- Specific（明確性）
- Measurable（計量性）
- Achievable（達成可能性）
- Result-oriented or Relevant（結果指向または関連性）
- Time-bound（期限）

## マーケティングにおけるKPI
経営者が利用するマーケティングにおけるKPIとしては、以下のものがある。
1. 顧客に関する数値
  1. 新規獲得顧客数
  2. 既存顧客の状態
  3. 顧客の損耗（失われた顧客数）
2. 顧客セグメント毎の回転率
3. 顧客セグメントと支払い方法毎の未払い残高
4. 顧客関係における貸倒金額
5. 潜在顧客に関する統計分析（顧客になる割合、ならない割合など）
6. 顧客の支払遅滞分析
7. 人口統計的セグメント化による顧客の収益性と、収益性による顧客のセグメント化

これら顧客に関する KPI の多くは、顧客関係管理と共に発展してきた。
これらのリストは包括的であって、特定業界に固有なものではない。これらは銀行にも当てはまるし、電話会社やサービス業にも当てはまる。
重要な点は以下の通りである。
1. 一貫性があり、正しい KPI 関連データ
2. KPI 関連データが時期を逃さずに入手可能であること

ITが未発達だった時代はある期間のデータが得られるまで、1カ月や2カ月の遅延は当たり前だった。しかし、ITの利用により、より速くKPI 関連データを集計できるようになった。データを素早く入手することは、多くの企業が重視するようになってきている。たとえば金融業では情報の早さが重要であり、シティバンクは週単位でKPI関連データを集計しており、場合によっては数値を毎日分析している。

## 製造業におけるKPI
総合設備効率（OEE）は、製造業における財務関連以外の指標として広く受け入れられている。

## 指標の分類
重要業績評価指標は、測定に使われる値を明確化する。それらの値をシステムに入力することで要約情報としての「指標」が得られる。指標は対象によって以下のように分類できる。
- 定量的指標 - 数値として提示される指標
- 実用的指標 - 既存の企業のプロセスとのインタフェースとなる指標
- 方向性指標 - 組織が良い方向に向かっているのか悪い方向に向かっているのかを示す指標
- 行動可能指標 - 組織が制御して変化させることができる指標

重要業績評価指標は、実用的な意味ではビジネスの価値を最大化するであろう目標設定を意味する。

## 問題
実際に重要業績評価指標を得ようとしている企業では、特定のビジネスに必要な重要業績評価指標を測定しようとすると、あまりにもコストがかかったり、困難だったり、不可能だったりすることが分かる（例えば、従業員の勤労意欲は数値化するのが難しい）。履歴が似ているビジネス指標を KPI 測定に使うことが多い。これはうまく働くことが多いが、それが正確な測定ではなく単なる大雑把なガイドにしかならない点を忘れてはならない。別の実用上の問題として、一旦 KPI を決定すると、例えば毎年の傾向の比較をする必要性から、KPIを簡単には変更できない点があげられる。また、あまりにも特殊な KPI は、他社との比較に使えないという問題もある。

## KPI(重要業績評価指標)など数値目標管理の限界
KPI(重要業績評価指標)やBSC(バランスト・スコアカード)などによる数値目標管理の限界が指摘されている。例えば、マーク・ホダックの調査によると、バランストスコアカード(BSC)により業績給を支給している企業は、S&P 500の15 %を占めたが、その他の企業より平均3.5 %業績が低かったことが明らかになっている。